# Menno Oosting
Menno Oosting (Son en Breugel, 17 maggio 1964 – Turnhout, 22 febbraio 1999) è stato un tennista olandese.

## Biografia
Ottenne il suo best ranking in singolare il 4 luglio 1988 con la 72ª posizione; mentre nel doppio divenne, il 13 febbraio 1995, il 20º del ranking ATP.
Specializzatosi nel doppio, conquistò nel corso della sua carriera 7 tornei del circuito ATP, raggiungendo la finale in altre 11 occasioni.
Il miglior risultato ottenuto nei tornei del grande slam è rappresentato dai quarti di finale raggiunti nel 1991 all'Australian Open. In quell'occasione, in coppia con il britannico Nick Brown, fu superato da Jeremy Bates e Kelly Jones con il punteggio di 3-6, 4-6, 4-6. Nel 1994 in coppia con la connazionale Kristie Boogert vinse il torneo di doppio misto nell'Open di Francia.
Fece parte della squadra olandese di Coppa Davis dal 1985 al 1988 con un record di 7 vittorie e 4 sconfitte.
Morì nel 1999 in un incidente d'auto avvenuto in Belgio (era ancora in attività, nonostante avesse quasi 35 anni).

## Statistiche

### Doppio

#### Vittorie (7)
| Legenda                                                      |
| Grande Slam (0)                                              |
| ATP Tour World Championships / Tennis Masters Cup (0)        |
| ATP Super 9 / Tennis Masters Series (0)                      |
| ATP Championships Series / ATP International Series Gold (0) |
| ATP World Series / ATP International Series (7)              |

| Numero | Data              | Torneo                                                 | Superficie    | Compagno     | Avversari in Finale                 | Punteggio     |
| 1.     | 27 aprile 1992    | Internazionali di Tennis di Baviera, Monaco di Baviera | Terra rossa   | David Adams  | Tomáš Anzari Carl Limberger         | 3-6, 7-5, 6-3 |
| 2.     | 13 settembre 1993 | Romanian Open, Bucarest                                | Terra rossa   | Libor Pimek  | George Cosac Ciprian Petre Porumb   | 7-6, 7-6      |
| 3.     | 14 marzo 1994     | Grand Prix Hassan II, Casablanca                       | Terra rossa   | David Adams  | Cristian Brandi Federico Mordegan   | 6-3, 6-4      |
| 4.     | 25 aprile 1994    | Madrid Tennis Grand Prix, Madrid                       | Terra rossa   | Rikard Bergh | Jean-Philippe Fleurian Jakob Hlasek | 6-3, 6-4      |
| 5.     | 3 ottobre 1994    | Grand Prix de Tennis de Toulouse, Tolosa               | Cemento (i)   | Daniel Vacek | Patrick McEnroe Jared Palmer        | 7-6, 6-7, 6-3 |
| 6.     | 29 gennaio 1996   | Croatian Indoors, Zagabria                             | Cemento (i)   | Libor Pimek  | Martin Damm Hendrik Jan Davids      | 6-3, 7-6      |
| 7.     | 9 marzo 1998      | Copenaghen Open, Copenaghen                            | Sintetico (i) | Tom Kempers  | Jan Siemerink Brett Steven          | 6-4, 7-6      |

| Legenda tornei minori |
| Challenger (6)        |
| Futures (0)           |

| Numero | Data             | Torneo                            | Superficie      | Compagno        | Avversari in Finale           | Punteggio     |
| 1.     | 1º giugno 1986   | Dortmund Challenger, Dortmund     | Terra rossa     | Bruce Derlin    | Udo Riglewski Wolfgang Popp   | 7-6, 6-7, 6-2 |
| 2.     | 30 luglio 1990   | Winnetka Challenger, Winnetka     | Cemento         | Zeeshan Ali     | Doug Flach Luis Herrera       | 4-6, 6-3, 6-2 |
| 3.     | 25 novembre 1991 | Bossonnens Challenger, Bossonnens | Cemento (i)     | Alex Antonitsch | Michiel Schapers Daniel Vacek | 6-3, 6-2      |
| 4.     | 22 marzo 1993    | Agadir Challenger, Agadir         | Terra rossa     | Goran Prpić     | Ģirts Dzelde Piet Norval      | 3-6, 6-3, 6-3 |
| 5.     | 28 giugno 1993   | Oporto Challenger, Porto          | Terra rossa (i) | Daniel Vacek    | Jordi Burillo Javier Sánchez  | 6-3, 7-6      |
| 6.     | 2 novembre 1998  | Aachen Challenger, Aquisgrana     | Cemento (i)     | Pavel Vízner    | Tuomas Ketola Petr Pála       | 7-6, 6-3      |

#### Sconfitte in finale (11)
| Numero | Data              | Torneo                                   | Superficie    | Compagno            | Avversari in Finale               | Punteggio     |
| 1.     | 30 settembre 1991 | Athens Open, Atene                       | Terra rossa   | Olli Rahnasto       | Jacco Eltingh Mark Koevermans     | 7-5, 6-7, 5-7 |
| 2.     | 29 marzo 1993     | Estoril Open, Estoril                    | Terra rossa   | Udo Riglewski       | David Adams Andrej Ol'chovskij    | 3-6, 5-7      |
| 3.     | 28 marzo 1994     | Estoril Open, Estoril                    | Terra rossa   | Richard Krajicek    | Cristian Brandi Federico Mordegan | W/O           |
| 4.     | 4 luglio 1994     | Swiss Open Gstaad, Gstaad                | Terra rossa   | Daniel Vacek        | Sergio Casal Emilio Sánchez       | 6-7, 4-6      |
| 5.     | 19 febbraio 1996  | European Community Championship, Anversa | Cemento (i)   | Evgenij Kafel'nikov | Jonas Björkman Nicklas Kulti      | 4-6, 4-6      |
| 6.     | 20 maggio 1996    | ATP St. Pölten, Sankt Pölten             | Terra rossa   | David Adams         | Sláva Doseděl Pavel Vízner        | 7-6, 4-6, 3-6 |
| 7.     | 22 luglio 1996    | Austrian Open, Kitzbühel                 | Terra rossa   | David Adams         | Libor Pimek Byron Talbot          | 7-6, 6-7, 4-6 |
| 8.     | 9 settembre 1996  | Romanian Open, Bucarest                  | Terra rossa   | David Adams         | David Ekerot Jeff Tarango         | 6-7, 6-7      |
| 9.     | 23 settembre 1996 | Swiss Indoors, Basilea                   | Cemento (i)   | David Adams         | Evgenij Kafel'nikov Daniel Vacek  | 3-6, 4-6      |
| 10.    | 7 ottobre 1996    | Vienna Open, Vienna                      | Sintetico (i) | Pavel Vízner        | Evgenij Kafel'nikov Daniel Vacek  | 6-7, 4-6      |
| 11.    | 8 febbraio 1999   | St. Petersburg Open, San Pietroburgo     | Sintetico (i) | Andrei Pavel        | Jeff Tarango Daniel Vacek         | 6-3, 3-6, 5-7 |